# La Petite Sirène (film, 1975)
Pour les articles homonymes, voir La Petite Sirène (homonymie).
Pour plus de détails, voir Fiche technique et Distribution.
La Petite Sirène (アンデルセン童話 にんぎょ姫, Anderusen Dōwa: Ningyo-hime, litt. « Contes de fées d'Andersen : La Princesse sirène »), également connu sous le titre Marina la petite sirène, est un film d'animation japonais réalisé par Tomoharu Katsumata (en), sorti en 1975. Il est adapté du conte homonyme de Hans Christian Andersen.

## Synopsis
Marina est une jolie petite sirène aux longs cheveux blonds qui vit au fond de l'océan avec son père, le roi des mers, ses cinq sœurs aînées et sa grand-mère dans un beau palais sous marin.
Marina est très gentille, douce, sensible et romantique, elle possède la plus magnifique voix de tout le monde sous marin. Elle rêve de connaître un jour le grand amour. Elle adore parcourir les fonds marins avec son ami Fritz, un gentil et petit dauphin bleu qui l'aime énormément et ne la quitte jamais. Il semblerait qu'il soit secrètement amoureux d'elle. Marina et Fritz adorent visiter les épaves de navires qui ont coulé au fond des mers. Un jour, Marina trouve une statue d'un beau jeune homme et en tombe éperdument amoureuse. Elle adore aussi le monde des humains.
Un soir, Marina se rend à la surface avec son ami le gentil petit dauphin bleu, Fritz, et elle aperçoit un bateau avec plein d'humains qui font la fête : ils célèbrent l'anniversaire du jeune prince. Dès que Marina, la jolie sirène aux long cheveux blonds, pose son regard sur lui, elle reconnaît le beau jeune homme représenté sur la statue dont elle est tombée amoureuse. Plus tard, une violente tempête éclate et le jeune prince tombe à l'eau, Marina le sauve d'une mort certaine en le ramenant sur le rivage. Elle reste auprès de lui jusqu'à ce qu'il se réveille. Très vite après, une autre jeune fille arrive. La jeune sirène Marina s'enfuit alors dans l'océan.
Depuis ce jour, Marina ne pense plus qu'à son beau prince, elle veut à tout prix le revoir et devenir humaine afin de se rendre sur la terre et déclarer l'amour si profond et inconditionnel qu'elle ressent pour son prince adoré. Elle va demander de l'aide à la redoutable et méchante sorcière des mers…

## Fiche technique
- Titre original : アンデルセン童話 にんぎょ姫 (Anderusen Dōwa: Ningyo-hime?)
- Titre français : La Petite Sirène ; Marina la petite sirène (ressortie)
- Réalisation : Tomoharu Katsumata ; Tim Reid (version anglophone)
- Scénario : Mieko Koyamauchi et Ikuko Oyabu d'après le conte homonyme de Hans Christian Andersen
- Société de production : Toei Animation
- Pays d'origine :  Japon
- Format : couleur - 35 mm - son mono
- Durée : 68 minutes
- Dates de sortie :
  - Japon : 21 mars 1975
  - Québec : 15 août 1980 (Télévision de Radio-Canada)[2],[3]

## Distribution

### Voix japonaises
- Fumie Kashiyama (en) : Marina
  - Kumiko Ōsugi : Marina (chant)
- Mariko Miyagi : Fritz
- Taro Shigaki (en) : le prince
- Miyoko Asō : la grand-mère de Marina
- Haruko Kitahama : la Sorcière des mers
- Kazuko Sawada : Jemmy le chat
- Rihoko Yoshida : la princesse de Suomi
- Kōsei Tomita (en) : Duke

### Voix françaises
- Nicole Fontaine : Marina
- Flora Balzano : Fritz
- Jacques Brouillet : le prince
- Dyne Mousso : la grand-mère de Marina
- Élizabeth Chouvalidzé : la Sorcière des mers
- Bernadette Morin : Jemmy le chat
- Louise Turcot : la princesse de Suomi
- Jean-Louis Millette : Messire Chambellan
- Victor Désy : Duke
- Claudine Chatel : Narratrice
- Société de doublage : Cinélume

 Source et légende : version québécoise (VQ) sur Doublage.qc.ca

## Personnages
- Marina (マリーナ姫, Marīna-hime?, litt. « Princesse Marina ») : C'est la plus jeune des filles du roi des mers et est très curieuse à propos du monde des humains. La Princesse Marina a les cheveux longs et blonds et elle possède la plus belle des voix et elle est très gentille. Marina tombera éperdument amoureuse d'un prince qu'elle sauvera de la noyade et pour le revoir, elle demandera à la sorcière des mers de la transformer en humaine.
- Fritz (フリッツ, Furittsu?) : C'est un gentil et petit dauphin bleu, il est le meilleur ami de Marina, dont il est secrètement amoureux. Quand la jeune sirène devenue humaine est partie vivre sur la terre avec le prince, il était toujours inquiet pour son amie adorée et il venait la voir très souvent grâce à la plage située près du palais.
- Le Prince (フィヨルド王子, Fiyorudo Ōji?) : Il fut sauvé de la noyade par Marina, mais ne s'en souvient pas. Il pense que celle qui l'a sauvé est la femme aux cheveux noirs qui l'a retrouvé sur la berge, là où Marina l'a déposé. Quand la jeune sirène devenue humaine se rend sur la terre, il l'invite à séjourner dans son château. Il s'attache très vite à elle mais il pense sans cesse à la jeune fille qui lui a sauvé la vie et espère la retrouver… Il ignore que c'est Marina.
- La Sorcière des mers (魔女, Majo?) : La sorcière des mers est un peu sadique, car elle permet à Marina de devenir humaine en échange de sa magnifique voix mais lui promet qu'elle mourra si le Prince épouse une autre femme, et elle ne cesse de créer des tempêtes pour faire couler les bateaux qui naviguent. Cependant, elle ne joue qu'un rôle mineur dans l'histoire : on ne la revoit plus après qu'elle a donné la potion à Marina et est seulement brièvement mentionné à la fin du film lorsque les sœurs de Marine cherchant à la convaincre de tuer le prince.
- La princesse de Suomi (スオミの姫, Suomi no Hime?) : La princesse de Suomi a les cheveux noirs. Elle a trouvé le prince sur la plage après que Marina l'ait sauvé. Quand il est revenu à lui, il a vu la jeune fille et il est convaincu qu'elle est celle qui lui a sauvé la vie. Il la revoit un jour et croyant qu'elle est la jeune fille qui lui a sauvé la vie, il se marie très vite avec elle, laissant le cœur brisé à la pauvre Marina qui a renoncé à tellement de choses pour vivre auprès de son prince…

## Chansons du film
- Akogare (あこがれ?) – Marina
- Le grand amour ne viendra qu'une fois (待っていた人, Matteita hito?) – Marina
- Le grand amour ne viendra qu'une fois (version lente) – Marina

La chanson Akogare n'a pas été traduite en français et a été remplacée par Le grand amour ne viendra qu'une fois.